# آنیوم
آن‌یم (به هلندی: Anjum) یک منطقهٔ مسکونی در هلند است که در دونگرادیل واقع شده‌است. آن‌یم۱٬۱۳۶ نفر جمعیت دارد.